# هيلين ستيوارت كامبل
هيلين ستيوارت كامبل (بالإنجليزية: Helen Stuart Campbell)‏ هي كاتِبة أمريكية، ولدت في 1839 في لوكبورت في الولايات المتحدة، وتوفيت في 1918 في ديدام في الولايات المتحدة.